# Marktplatz 1 (Oebisfelde)

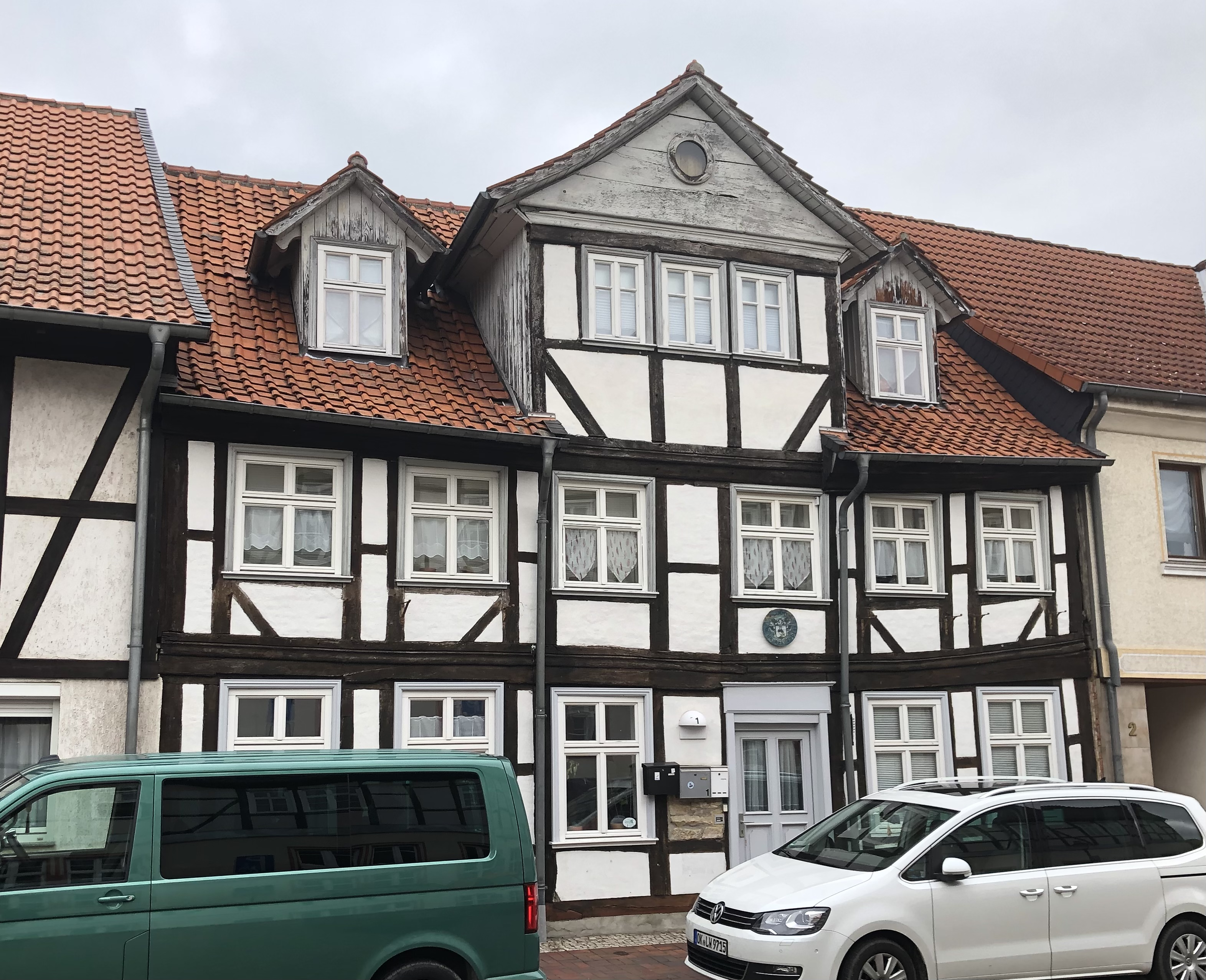
Haus Marktplatz 1 im Jahr 2021

Marktplatz 1 ist ein denkmalgeschütztes Wohnhaus in Oebisfelde-Weferlingen in Sachsen-Anhalt.

## Lage
Das Gebäude befindet sich im Zentrum des Ortsteils Oebisfelde auf der Nordseite des Marktplatzes, gegenüber dem Rathaus Oebisfelde. Das Anwesen gehört zum Denkmalbereich der Altstadt Oebisfelde. In der Vergangenheit gehörte es außerdem zum Denkmalbereich Marktplatz 1-3.

## Architektur und Geschichte
Das zweigeschossige Fachwerkhaus entstand am Ende des 18. Jahrhunderts. Der traufständig zum Marktplatz ausgerichtete Bau ist sechsachsig ausgeführt, wobei sich die Eingangstür asymmetrisch in der vierten Achse von links befindet. Dominiert wird das ursprünglich erhaltene Erscheinungsbild von einem mittig auf dem Dach angeordneten sehr großen Zwerchhaus.
Im örtlichen Denkmalverzeichnis ist das Wohnhaus unter der Erfassungsnummer 094 82998 als Baudenkmal verzeichnet.
Das kleinbürgerliche Haus gilt als städtebaulich bedeutend und wichtiges Zeugnis für die Wohnsituation zu seiner Bauzeit.